# Lora mitrata
Lora mitrata är en snäckart. Lora mitrata ingår i släktet Lora och familjen Turridae. Inga underarter finns listade i Catalogue of Life.